# 디스네이 로드리게스
디스네이 로드리게스 발레라(스페인어: Michel Batista Martínez, 1985년 9월 27일~)는 쿠바의 레슬링 선수, 종합격투기 선수이다. 2008년 하계 올림픽에서 남자 자유형 헤비급 동메달을 획득했으며 2016년부터 2019년까지 종합격투기 선수로 활동했다.

## 개인사
형인 알렉시스도 쿠바 국가대표 레슬링 선수로 활동했다.